# Anarchias seychellensis
Anarchias seychellensis är en fiskart som beskrevs av Smith 1962. Anarchias seychellensis ingår i släktet Anarchias och familjen Muraenidae. Inga underarter finns listade i Catalogue of Life.